# Kruščica (jezero)
Kruščica je umjetno jezero nastalo izgradnjom brane na rijeci Lici 1971. za potrebe Hidroelektrane Senj i kasnije za Hidroelektranu Sklope.

## Opis
Nalazi se na donjem dijelu toka rijeke Like kod sela Mlakva u Kosinju. Ime je dobilo po selu Kruščica koje je na tom mjestu potopljeno,a stanovništvo iseljeno u okolne krajeve. Za ljetnih mjeseci u vrijeme niskog vodostaja vide se temelji i ruševine crkve Svetog Ilije, kuća, imanja i cesta potopljenog sela. Na Kruščicu se može doći iz smjera Kosinja kroz selo Mlakvu, pješačkom (planinarsko)m stazom iz smjera sela Kaluđerovac, ili se spustiti čamcem velebnim kanjonom Like iz smjera Kaluđerovca.Također se na Kruščicu može doci obnovljenom šumskom cestom kroz selo Vaganac.
Kruščica je oaza mira i tišine, prostor izvorne ljepote prirode i reljefa i kao takva pruža nezaboravan doživljaj za svakog ljubitelja prirode, slučajnog posjetitelja ili ribiča koji tamo dolazi u potragu za ribama,a oni najspretniji love somove preko 90 kilograma. Za vrijeme boravka na jezeru Kruščica i kanjonu rijeke Like nerijetko se mogu doživjeti bliski susret s vidrom, srnom, košutom, jelenom, medvjedom ili vukom.
Kada je pokrenut projekt iskorištavanja hidroenergetskog sustava Senj, tada je osmišljen sustav gdje se vode rijeke Like, koja je vrlo bujična i promjenjiva rijeka, te vode rijeke Gacke koja je nešto smirenija, dovode u zaleđe Velebita i napravljena je Hidroelektrana Senj, snage 216 MW. Tada se već razmišljalo da ta hidroelektrana bude veća i da taj akumulacijski prostor bude veći. Nažalost, ovaj projekt proširenja umjetnog jezera počeo se raditi pred početak Domovinskog rata, a kada je on započeo sve je stalo. 1995., kada je taj kraj u potpunosti oslobođen, nije se još razmišljalo o obnovi projekta, već se to moglo kada su se za to stekli potrebni uvjeti. Tehnički gledajući tu samo radi o proširenju postojećeg umjetnog jezera Krušćica. Točnije, bit će izgrađena mala Hidroelektrana Kosinj, ali osnovni projekt je ustvari proširenje postojećeg umjetnog jezera. Tehnički se ništa ne mijenja, nego se samo akumulacioni prostor na Lici, koja je jako bujična, povećava. Tom akumulacijom dobili bismo između 200 i 300 milijuna kWh nove energije. Tako bi se u Senju napravili novi kapaciteti od oko 350 - 400 MW, jer bi se koristio veliki pad vode kod Senja, a veća energija se dobiva većom količinom vode i većim padom.

## Pražnjene umjetnog jezera Kruščica
2010., nakon 13 godina ponovno je ispražnjeno umjetno jezero Kruščica korisnog obujma 128 milijuna m3 vode koja pokreće vodne turbine HE Sklope i HE Senj. Riječ je o redovitom pražnjenju akumulacije koje se obavlja svakih 10 godina radi pregleda dna umjetnog jezera, brane objekata i hidromehaničke opreme, te popravka mogućih oštećenja i ponora.  Predstavnici ribičkih udruga koji su svakodnevno bili na terenu utvrdili su kako zbog pražnjenja jezera nije zabilježena nikakva šteta na ribljem fondu, jer su se ribe povukle uzvodno koritom rijeke Like koje je svuda dublje od dna jezera.